# Научная литература
Нау́чная литерату́ра — литература, совокупность письменных трудов, которые созданы в результате исследований, теоретических обобщений, сделанных в рамках научного метода. Научная литература предназначена для информирования учёных и специалистов о последних достижениях науки, а также для закрепления приоритета на научные открытия. Как правило, научная работа не считается завершённой, если она не была опубликована.

## Определение
Согласно БСЭ научная литература — это литература, совокупность произведений письменности и печати, которые создаются в результате научных исследований или теоретических обобщений и распространяются в целях информирования специалистов о последних достижениях науки, ходе и результатах исследований.

## История
Первые научные произведения создавались в различных жанрах: в виде трактатов, рассуждений, поучений, диалогов, путешествий, жизнеописаний и даже в стихотворных формах. Формы научной литературы включают монографии, обзоры, статьи, доклады, рецензии, биографические, географические и др. описания (очерки), краткие сообщения, авторефераты, рефераты, тезисы докладов и сообщений, распространяемые в виде публикаций, а также и непубликуемые — отчёты о научно-исследовательских работах, диссертации.
В настоящее время во многих странах действует механизм аттестации научной литературы, поддерживаемый правительством или общественными научными организациями. В России, например, такую аттестацию проводит ВАК (Высшая аттестационная комиссия). В числе основных требований к изданию научной литературы — обязательное её рецензирование. В рамках этого процесса издательство или редакция научного журнала перед публикацией новой научной работы направляет её нескольким (обычно двум) рецензентам, считающимися специалистами в данной области. Процесс рецензирования призван исключить публикации в рамках научной литературы тех материалов, которые содержат грубые методологические ошибки или прямые фальсификации. Научная литература предназначена для информирования учёных и специалистов о последних достижениях науки, а также для закрепления приоритета на научные открытия. Как правило, научная работа не считается завершённой, если она не была опубликована.
С начала XX века наблюдается регулярное экспоненциальное увеличение объёма публикуемой научной литературы. В связи с этим, одним из самых главных носителей научной литературы в настоящее время являются периодические издания, главным образом, рецензируемые научные журналы. С конца XX века наблюдается тенденция по переходу этих журналов с бумажных носителей на электронные, в частности в Интернет.
Согласно появившемуся в 2015 году исследованию в «PLoS One», в настоящее время пять крупнейших издательских домов — Elsevier, Wiley, Taylor & Francis, SAGE Publishing, Springer — контролируют более половины выходящей научной литературы в мире.